# Iodur de calci
El iodur de calci, CaI₂, és un compost inorgànic iònic format per cations calci, Ca2+ i anions iodur, I-. Es presenta en forma de cristalls brillants incolors o en lámines nacarades blanques. L'estructura cristal·lina és hexagonal, com la del iodur de cadmi. És molt soluble en aigua i soluble en etanol, metanol i acetona. És un compost higroscòpic i podem trobar hidrats amb 8 i 6 molècules d'aigua. S'empra a fotografia.
La seva preparació és a partir de carbonat de calci, CaCO₃, i de iodur d'hidrogen, HI:
CaCO3(s) + HI(g) → CaI2(s) + H₂O(l) + CO2(g)